# Maere Tekanene
Maere Tekanene est une femme politique gilbertine.

## Biographie
Titulaire d'une licence de l'université James-Cook (Australie) en 1996, elle entame une carrière dans l'enseignement secondaire dans une école publique à Tarawa-Sud, la capitale des Kiribati, en tant que professeur d'anglais, d'histoire et de sciences sociales,.
En 2001 elle rejoint l'ONG Aia Maea Ainen Kiribati, principal organisme de défense des droits des femmes dans le pays. Au cours des années qui suivent, elle travaille notamment en concertation avec le Programme des Nations unies pour le développement et avec la Fondation pour l'Avancement des Femmes dans le Pacifique (Pacific Foundation for the Advancement of Women). De 2007 à 2011, elle travaille avec le ministère gilbertin de l'Intérieur et des Affaires sociales pour accroître la prise de conscience publique des violences faites aux femmes et aux enfants.
Elle a également mené carrière dans le monde de l'entreprise, étant directrice d'une entreprise de production de biscuits de 2001 à 2006, et secrétaire à la Chambre du Commerce des Kiribati de 2004 à 2007.
Elle est élue députée de Tarawa-Sud (la capitale) à l'Assemblée législative nationale lors des élections législatives d'octobre 2011. Élue sans étiquette, elle rejoint le Boutokaan te koaua (le parti du gouvernement), et est nommée ministre de l'Éducation par le président Anote Tong le 19 janvier 2012,.